# Elisabeth Bosæus
Ida Camilla Elisabeth Bosæus, född 23 juli 1925 i Malmö, död 22 oktober 2021, var en svensk barn- och ungdomspsykiater.
Bosæus, som var dotter till bankkamrer Gunnar Brandrup-Wognsen och Ruth Peters, avlade studentexamen i Göteborg 1944, blev medicine kandidat vid Lunds universitet 1947, medicine licentiat vid Karolinska Institutet i Stockholm 1955, medicine doktor vid Göteborgs universitet 1978 och docent i barnpsykiatri där 1982. Hon var underläkare på olika sjukhus 1953–1963, vikarierande biträdande barnpsykiater på Sahlgrenska sjukhuset 1963–1967, biträdande överläkare 1967–1972, överläkare från 1972 och överläkare i barnpsykiatriska konsultteamet vid barnkliniken på Östra sjukhuset i Göteborg från 1973. Hon författade skrifter inom områdena klinisk neurofysiologi och barnpsykiatri.